# خاندان فلاندر
خاندان فلاندر که با نام بالدوین‌ها(لاتین: Baudouinides) نیز معروف هستند، یکی از خاندان فرانکی در قرن وسطی بودند که توسط بالدوین دست آهنین داماد شارل دوم تأسیس شد. خاندان فلاندر نخستین خاندانی بود که در امپراتوری کارولنژی مبدل به قلمرویی ارثی شد. این خاندان به مرور قدرت خود بسط دادند و کنترل کنت‌نشین انو را نیز در نیمه قرن ۱۱ به دست آوردند. همچنین این خاندان یکی از خاندان فعال و مطرح در جنگ‌های صلیبی بود که توانستند پادشاهی اورشلیم و امپراتوری لاتین قسطنطنیه را به دست بگیرند.